# Varouville
Varouville – miejscowość i gmina we Francji, w regionie Normandia, w departamencie Manche.
Według danych na rok 1990 gminę zamieszkiwało 255 osób, a gęstość zaludnienia wynosiła 61 osób/km² (wśród 1815 gmin Dolnej Normandii Varouville plasuje się na 636. miejscu pod względem liczby ludności, natomiast pod względem powierzchni na miejscu 952.).